# Tatsuro Okuda
Tatsuro Okuda (Nara, 20 september 1988) is een Japans voetbaldoelman die sinds 2011 voor de Japanse eersteklasser Sagan Tosu uitkomt. 